# Seznam vojaških operacij novejše zgodovine
Seznam vojaških operacij novejše zgodovine.

## Seznam

### Vojne v nekdanji Jugoslaviji(1990- )
- Operacija Osa (1991)
- Operacija Blisk
- Operacija Nevihta
- Operacija Orkan
- Operacija Maslenica
- Operacija Neretva
- Operacija Bøllebank
- Operacija Tigr
- Operacija Mistral

### Vojna proti terorizmu

#### Afganistan(2001- )
- Operacija Trajna svoboda

- Operacija Anakonda
- Operacija Apolo
- Operacija Atena
- Operacija Plaz
- Operacija Zavrnitev zatočišča
- Operacija Trda glava
- Operacija Gorska odločnost
- Operacija Gorski gad
- Operacija Copata
- Operacija Bojevniški zamah
- Operacija Resnica

### Irak(2003- )
- Okupacija Iraka 2003
- Operacija Polotok (2003)
- Operacija Matador (2005)
- Operacija New Market (2005)
- Operacija Strela (2005)
- Operacija Sulica (2005)